# 항문 폐쇄증
항문 폐쇄증(肛門閉鎖症, imperforate anus) 또는 쇄항(鎖肛)은 항문이 닫힌 채 태어나는 증상이다. 수술을 하지 않으면 사망한다. 항문 폐쇄증은 출생 5000분의 1 확률로 나타나는 것으로 예측된다. 남녀 모두에게 비슷한 주기로 영향이 있다.

## 사례
조선 고종과 명성황후 사이에 태어난 첫 자식도 쇄항으로 인해 죽은 것으로 알려져 있다.